# Carlos Botelho
Pour les articles homonymes, voir Carlos Botelho (homonymie) et Botelho.
Carlos Botelho (Lisbonne, 18 septembre 1899 - 18 août 1982), est un artiste-peintre, illustrateur et caricaturiste portugais, dont les œuvres sont notamment exposées au Musée du Chiado de Lisbonne.

## Biographie
Après avoir été élève au lycée Pedro Nunes, de Lisbonne, il s'inscrit ensuite à l'École de Beaux-arts de Lisbonne, mais la quitte peu de temps avant la fin de ses études.
De 1926 à 1929 il réalise des bandes dessinées dans l'hebdomadaire pour enfants ABCzinho et dès 1928, commence une chronique humoristique pour l'hebdomadaire Sempre Fixe, dans la page « Échos de la Semaine », collaboration qui a duré plus de 22 ans.
En 1930, il monte son premier atelier sur la Costa do Castelo, à Lisbonne, dans la maison de fonction de son épouse, alors institutrice. La situation de cette maison, où il vécut jusqu'en 1949, a certainement influencé sa thématique, en lui offrant des sujets et des références qui ont marqué son parcours artistique.
En 1937, il intègre l'équipe des décorateurs du Pavillon du Portugal, lors de l'exposition internationale « Arts et Techniques dans la Vie moderne » à Paris. Il a alors accès à une rétrospective de l'œuvre de Van Gogh qui va l'influencer fortement, déterminant même son œuvre dans un premier stade expressionniste.
En 1938, il reçoit le prix Amadeo de Souza-Cardoso pour le portrait de son père. En 1939, il réside aux États-Unis pendant six mois, intégrant l'équipe de décorateurs des pavillons portugais aux Expositions Internationales de New York et de San Francisco. En 1940, il fait partie de l'équipe de décorateurs de l'Exposition du Monde Portugais, à Lisbonne. Cette même année, il reçoit le Prix Columbano.

## Œuvre
Son œuvre est présente dans de nombreux musées de par le monde, dont les musées du Chiado et Calouste-Gulbenkian de Lisbonne, le musée d'art moderne de São Paulo au Brésil.